# 自己超克
自己超克（じこちょうこく）とは哲学用語の一つ。これはフリードリヒ・ニーチェによって提唱された言葉である。自己が置かれている現状を超えるような価値を創造したり道徳を形成することから、人間としての本来あるべき自己を形成していくということである。ツァラトゥストラはこう語ったでは、全ての存在というのはその存在自身を越える何物かを創造してきたと言うことが歴史であるがゆえに、人間というものも自身は何者かによって超えられるべき存在であるというわけである。また創造者というのは人間にとっての意義と未来を与える者、そして善悪は何であるかを創造する者である。そしてニーチェの提唱する超人というのは自己超克を成しうる創造者というべき存在にあてはまる。